# Futbol'nyj Klub Čertanovo
Il Futbol'nyj Klub Čertanovo è una squadra di calcio russa, avente la sua sede nell'omonimo distretto di Mosca. Milita nella PPF Ligi, la terza divisione del campionato russo di calcio.

## Storia
Nel corso della sua prima stagione, militando nel quarto girone della Vtoraja liga, la società era denominata FK SUO Mosca. Nel periodo compreso tra il 1994 e il 1997, la società militò nella Tret'ja Liga. In seguito perse lo status di squadra professionistica e giocò in competizioni di carattere semiprofessionistico, tra le quali il Pervenstvo Rossii sredi ljubitel'skich futbol'nych klubov (per i campionati 1998-2003, 2005, 2007-2011, 2012) e la coppa di Russia per le squadre semiprofessionistiche.
A partire dalla stagione 2014/15 il club professionistico è stato ricostituito. Nelle stagioni 2014/15, 2015/16 e 2016/17 la squadra ha militato nella divisione di centro della Pervenstvo Professional'noj Futbol'noj Ligi. Nella stagione 2017/18 ha invece giocato nella divisione ovest. Le partite casalinghe della squadra si disputavano nello stadio "Čertanovo Arena" (in precedenza la squadra aveva utilizzato gli impianti "Planeta" di Podolsk, "Yantar" di Strogino e "Oktyabr" di Mosca).
Il miglior piazzamento conseguito nel campionato russo è stato un quinto posto nell'edizione 2018/19 della Pervenstvo Futbol'noj Nacional'noj Ligi. Il miglior risultato nella coppa di Russia è stato l'approdo ai trentaduesimi di finale nelle edizioni 2017/18 e 2018/19.
La squadra ha inoltre partecipato alla Kubok FNL in tre occasioni:  2016, 2017 (finalista), 2018.
Nel 2018, il Čertanovo è diventato il club con l'età media più bassa ad ottenere la promozione nella Pervenstvo Futbol'noj Nacional'noj Ligi: l'età media dei suoi giocatori era meno di 19 anni. A causa dell'inadeguatezza della Čertanovo Arena e degli elevati costi di affitto degli impianti a norma ad essa più prossimi (lo stadio "Trud" di Podolsk e l'Eduard Streltsov), le partite casalinghe nella stagione 2018/19 si sono disputate negli stadi "Avangard" di Domodedovo, nello Stadio Lužniki e nella "Sapsan Arena" di Mosca.
La squadra termina la stagione 2018-2019 al quinto posto, al ridosso della zona play-off.
La stagione 2019–2020 è parimenti positiva, ma viene interrotta a causa del COVID-19. La classifica all'interruzione del campionato vede il club al terzo posto (causa differenza reti) ma a pari punti con il Futbol'nyj Klub Chimki secondo. La decisione di non disputare i play-off promozione e la promozione automatica delle prime due classificate penalizzano il Čertanovo. 
Prima dell'inizio della stagione 2020–2021 l'allenatore del Čertanovo Igor' Osin'kin e ben otto giocatori della squadra passano al Kryl'ja Sovetov Samara. Il Čertanovo privato di elementi chiave della sua formazione termina il campionato in penultima posizione e viene relegato nella Pervenstvo Professional'noj Futbol'noj Ligi (terza divisione russa). 
La stagione 2021-2022 è parimenti molto difficile, con il Čertanovo che, inserito nel Gruppo B del Gruppo 2 (Ovest), evita la retrocessione nella Pervenstvo Rossii sredi ljubitel'skich futbol'nych klubov in virtù della revoca della licenza inflitta alla Olimp-Dolgoprudny-2. 

### Squadra riserve
Nella stagione 1993-1994 e nuovamente a partire dalla stagione 2014, la squadra giovanile "Čertanova" ("Čertanova-M") ha giocato nel Pervenstvo Rossii sredi ljubitel'skich futbol'nych klubov, nella regione di Mosca centro. A seguito della promozione della prima squadra nella Pervenstvo Futbol'noj Nacional'noj Ligi la squadra giovanile si è ritirata dalla quarta divisione ed è entrata nella Vtoroj divizion in qualità di squadra riserve del club con il nome di Čertanovo-2.

## Palmarès

### Competizioni nazionali
- Pervenstvo Professional'noj Futbol'noj Ligi: 1

2017-2018

### Altri piazzamenti
- Pervenstvo Futbol'noj Nacional'noj Ligi:

Terzo posto: 2019-2020

## Organico

### Rosa 2019-2020
| N. |                   | Ruolo | Calciatore                |
| -- | ----------------- | ----- | ------------------------- |
| 1  | Russia (bandiera) | P     | Ivan Lomayev              |
| 3  | Russia (bandiera) | D     | Yegor Kondakov            |
| 4  | Russia (bandiera) | D     | Dmitri Redkovich          |
| 5  | Russia (bandiera) | C     | Ilya Kamyshev             |
| 6  | Russia (bandiera) | D     | Aleksandr Soldatenkov (C) |
| 7  | Russia (bandiera) | A     | Daniil Tyumentsev         |
| 8  | Russia (bandiera) | C     | Maksim Vityugov           |
| 9  | Russia (bandiera) | A     | Vladislav Sarveli         |
| 10 | Russia (bandiera) | C     | Yegor Rudkovsky           |
| 11 | Russia (bandiera) | C     | Roman Yezhov              |
| 13 | Russia (bandiera) | D     | Vladimir Bartasevich      |
| 17 | Russia (bandiera) | A     | Nikolai Prudnikov         |
| 19 | Russia (bandiera) | A     | Aleksandr Kanishchev      |
| 21 | Russia (bandiera) | C     | Dmitri Velikorodny        |

| N. |                   | Ruolo | Calciatore           |
| -- | ----------------- | ----- | -------------------- |
| 22 | Russia (bandiera) | D     | Andrei Zakharov      |
| 23 | Russia (bandiera) | D     | Yuri Gorshkov        |
| 24 | Russia (bandiera) | C     | Kirill Kolesnichenko |
| 25 | Russia (bandiera) | C     | Danil Prutsev        |
| 31 | Russia (bandiera) | C     | Yuri Zavezyon        |
| 44 | Russia (bandiera) | D     | Aleksandr Mikhaylov  |
| 55 | Russia (bandiera) | P     | Aleksandr Radionov   |
| 63 | Russia (bandiera) | D     | Aleksei Nikitenkov   |
| 68 | Russia (bandiera) | C     | Leonid Gerchikov     |
| 69 | Russia (bandiera) | C     | Nikita Suleymanov    |
| 81 | Russia (bandiera) | P     | Ilya Abayev          |
| 91 | Russia (bandiera) | A     | Dmitri Tsypchenko    |
| 96 | Russia (bandiera) | A     | Aleksandr Konev      |
| 99 | Russia (bandiera) | D     | Aleksandr Nadolskij  |